# VV Fortuna in het seizoen 1970/71
Het seizoen 1970/1971 was het 16e jaar in het bestaan van de Vlaardingense betaaldvoetbalclub Fortuna. De club kwam uit in de Tweede divisie en eindigde daarin op de zevende plaats. Tevens deed de club mee aan het toernooi om de KNVB beker, hierin werd de club in de eerste ronde uitgeschakeld door Excelsior (0–1). Na het seizoen werd duidelijk dat bij de sanering van het betaald voetbal in Nederland er een aantal clubs noodgedwongen moesten verdwijnen naar de amateurs. Fortuna was op basis van de criteria (gemiddelde van het aantal betalende toeschouwers over de afgelopen vijf jaar) van de KNVB een van de vijf clubs die promoveerden uit de Tweede divisie naar de Eerste divisie zonder op een promotieplek te eindigen.

## Wedstrijdstatistieken

### Tweede divisie
|       | AGOVV | Baronie | SC Drente | EDO   | Eindhoven | Gooiland | Hermes DVS | Limburgia | NOAD  | PEC   | RBC   | RCH   | Roda JC | De Volewijckers | FC VVV | ZFC   |
| ----- | ----- | ------- | --------- | ----- | --------- | -------- | ---------- | --------- | ----- | ----- | ----- | ----- | ------- | --------------- | ------ | ----- |
| Thuis | 0 – 2 | 2 – 1   | 3 – 2     | 2 – 1 | 0 – 0     | 3 – 0    | 1 – 2      | 1 – 0     | 3 – 0 | 0 – 2 | 2 – 0 | 2 – 0 | 1 – 1   | 1 – 0           | 3 – 3  | 0 – 0 |
| Uit   | 0 – 0 | 1 – 1   | 0 – 2     | 2 – 4 | 3 – 0     | 2 – 0    | 2 – 0      | 2 – 0     | 2 – 1 | 4 – 1 | 1 – 2 | 2 – 2 | 1 – 0   | 2 – 0           | 0 – 2  | 4 – 0 |

### KNVB beker
| 1e ronde                                      | Excelsior            | 1 – 0 Na verlenging | Fortuna |
| 16 augustus 1970 Plaats: Rotterdam Woudestein | Theo van Toledo 113' |                     |         |

## Statistieken Fortuna 1970/1971

### Eindstand Fortuna in de Nederlandse Tweede divisie 1970 / 1971
| Stand | Gespeeld | Gewonnen | Gelijk | Verloren | Punten | Doelpunten voor | Doelpunten tegen |
| ----- | -------- | -------- | ------ | -------- | ------ | --------------- | ---------------- |
| 7e    | 32       | 13       | 7      | 12       | 33     | 39              | 42               |

### Topscorers
| #      | Naam             | Goal |
| ------ | ---------------- | ---- |
| 1.     | Jan Bouman       | 13   |
| 2.     | Piet de Vries    | 8    |
| 3.     | Aad Reijgersberg | 6    |
| 4.     | Cees Bouman      | 4    |
| 5.     | Aad de Heer      | 2    |
| 5.     | Piet Teuling     | 2    |
| 7.     | Jan Baksteen     | 1    |
| 7.     | Ger van der Lek  | 1    |
| 7.     | Ger Pijl         | 1    |
| 7.     | Wim Tijl         | 1    |
| Totaal | Totaal           | 39   |

| #      | Naam        | Goal |
| ------ | ----------- | ---- |
| –      | Geen speler | 0    |
| Totaal | Totaal      | 0    |